# 삼화 김씨
삼화 김씨(三和金氏)는 평안남도 용강군을 본관으로 하는 한국의 성씨이다.
시조 김양(金陽)은 신라 경순왕의 후손으로, 본관은 의성 김씨였다. 조선에서 형조좌랑 등 여러 관직을 거친 뒤 평양 부근으로 낙향한 후 여생을 보냈다.

## 참고 자료
- “삼화김씨(三和金氏)”. 뿌리를 찾아서.[깨진 링크(과거 내용 찾기)]